# داربیویل (آیووا)
داربیویل (به انگلیسی: Darbyville) یک منطقهٔ مسکونی در ایالات متحده آمریکا است که در آیووا واقع شده‌است. داربیویل ۲۶۹٫۱۴ متر بالاتر از سطح دریا قرار دارد.